# Etlingera linguiformis
Etlingera linguiformis là một loài thực vật có hoa trong họ Gừng. Loài này được (Roxb.) R.M.Sm. mô tả khoa học đầu tiên năm 1986.